# Laphria aurea
Laphria aurea là một loài ruồi trong họ Asilidae. Laphria aurea được Fabricius miêu tả năm 1794.